# Финландия
Финла̀ндия (на фински: Suomi), официално Репу̀блика Финла̀ндия е държава, разположена в североизточна Европа. Граничи с Балтийско море на югозапад и с Финския залив на югоизток. Съседните ѝ страни са Швеция, Норвегия и Русия.

## История

### Ранна история
Според наличните археологически сведения, хората се заселват на територията на днешна Финландия в средата на 9 хилядолетие пр.н.е. Културата им е мезолитна, като керамика се появява около 5300 г. пр.н.е. Културата на бойните брадви се разпространява по южното крайбрежие около 3200 г. пр.н.е. Възможно е с нея да се появява и земеделието, но първите сигурни данни за това са от края на хилядолетието. Дори и след въвеждането на земеделието, ловът и риболовът продължават да имат голямо значение за икономиката дори в ново време, особено в северните и източни части на страната. Бронзовата епоха в днешна Финландия започва в средата на 2 хилядолетие пр.н.е., а желязната – в началото на 5 век пр.н.е. Спорен е въпросът дали в региона се заселват първи индоевропейски или фински племена.

### Шведско управление
След няколко кръстоносни похода, през 13 век Швеция завладява територията на днешна Финландия. Шведски и немски благородници и търговци се заселват в страната, а шведският става преобладаващият език на аристокрацията, администрацията и образованието. Главен град на областта през този период е Обу (Турку), където е седалището на католическия епископ, най-високопоставената длъжност във Финландия.
След началото на Реформацията шведският крал въвежда в страната лутеранството, като във Финландия процесът преминава без вътрешна съпротива. През 16 век Микаел Агрикола публикува първите книги на фински език, а през 1640 г. в Обу (Турку) е основан първият университет в страната. През 18 век войните между Швеция и Русия довеждат до двукратна окупация на Финландия от руски войски и значителни грабежи и опустошения от тяхна страна.

### Велико княжество Финландия
По време на Наполеоновите войни Финландия отново е окупирана от руски войски и на 29 март 1809 г. е обявена за автономно Велико княжество в лична уния с Руската империя. През следващите десетилетия страната се развива мирно, като постепенно нараства ролята на финския език и култура. Нараства ролята на Хелзинки, който се превръща в главен град на страната. През 1835 г. е публикуван националният епос „Калевала“, а през 1892 г. финският език получава равен статут с шведския. Важна роля в този процес има възникналото през 60-те години националистическо движение на феноманите.
През 1866 – 1868 г. Финландия е засегната от масов глад, при който загиват около 15% от населението. През следващите години страната постепенно се възстановява, появяват се първите модерни промишлени предприятия, изграждат се железопътни линии и плавателни канали.
През целия 19 век Финландия се ползва със значителна автономия – разполага със собствен парламент и правителство и руските власти рядко се намесват във вътрешния живот на Великото княжество. През 1906 г. е въведено всеобщо избирателно право, но тази либерална реформа е извършена в момент, когато руското правителство променя политиката си спрямо Финландия, ограничавайки нейната автономия. Този процес предизвиква недоволство в страната, като дори са извършени няколко атентата срещу руски представители.

### Независима Финландия

#### Между световните войни
На 6 декември 1917 г., малко след Октомврийската революция в Русия, Финландия обявява своята независимост, която е призната от руското комунистическо правителство. Малко по късно започва Финландската гражданска война между поддържащата правителството Бяла гвардия и крайнолявата Червена гвардия. Правителството успява да надделее само за няколко месеца, но войната е свързана с много насилие от двете страни, което създава продължило няколко десетилетия разделение във финландското общество. С Договора от Тарту от 1920 г. е установена съветско-финландската граница, като освен територията на Великото княжество, към Финландия е присъединен и град Печенга на Баренцово море.

#### По време на Втората световна война
Според Пакта Рибентроп-Молотов Финландия попада в съветската сфера на влияние и през ноември 1939 г. Съветския съюз напада Финландия. В последвалата Зимна война, въпреки многократното си числено превъзходство, съветските войски понасят много жертви и успяват да напреднат на финландска територия едва в началото на следващата година, когато Финландия е принудена да отстъпи Печенга и части от Карелия с град Виборг. След съветски бомбардировки през юни 1941 година войната между двете страни е подновена и продължава до ново примирие през 1944 г. През следващите месеци финландските войски водят Лапландската война срещу германските части, разположени в северната част на страната.
Въпреки че не успяват да си върнат Карелия и Виброг и Съветският съюз им налага тежки репарации, финландците успяват да предотвратят съветска окупация на страната. Изплащането на репарациите засилва индустриализацията в следвоенните години, като и след окончателното изплащане на репарациите търговските връзки със Съветския съюз остават важни за финландската икономика. По време на Студената война, макар формално Финландия да е неутрална, съветското влияние в страната е силно, стотици книги и филми са забранявани от цензурата, а близкият до съветското правителство политик Урхо Кеконен е президент в продължение на 26 години.

#### След Втората световна война
Многопартийната система и пазарната икономика са запазени след войната. Стабилната икономика и валута подпомагат запазването на суверенитета на Финландия. В годините до 1989 стандартът на живот постепенно нараства и почти се изравнява с този на съседна Швеция.
След Втората световна война Финландия не принадлежи нито към Източния блок, нито към Западна Европа. През 1986 г. страната започва да се доближава към западноевропейските страни. Началото на сближаването е поставено с участието в научния проект „Еврика“. Малко след това Финландия става член на Европейската космическа агенция и на Европейската асоциация за свободна търговия. От 5 май 1989 г. страната е пълен член на Съвета на Европа. Своевременно финландците работят и в CERN. Всичко това води до промяна във възприятието на страната от западноевропейските страни – Финландия бива възприета като пълноправен партньор.
Сривът на съветската икономика в началото на 90-те години предизвиква тежка икономическа криза във Финландия, но с помощта на започналите в края на 80-те либерални реформи тя е преодоляна сравнително бързо. През 1995 г. Финландия става член на Европейския съюз. Тя реорганизира армията си според стандартите на НАТО и през 2023 се включва във военно-политическия съюз.

## Държавно устройство
Държавното устройство на Финландия е парламентарна република. Държавен глава е президентът, избиран чрез преки и тайни избори за срок от 6 г. Законодателни органи са президентът и еднокамарен парламент. Изпълнителен орган е Държавният съвет, назначаван от президента.

### Административно деление
До 2010 г. Република Финландия е била разделена на 6 губернии (лени). Те се управляват от провинциално правителство начело с губернатор, назначен от президента на страната.
По-низшата административно териториална единица след лените е общината (кунта на фински: kunta). Към 2005 г. в страната има 444 общини, като от 1995 г. законът не прави разлика между градски и селски общини и всяка от тях може да вземе самостоятелно решение как да се самоопределя – градска или селска община. С цел по-добро управление и развитие на общините те са обединени в 20 области (маакунта на фински: maakunta), които се управляват от областни съвети.
| Лен               | Главен град | Разположение на лените         |
| ----------------- | ----------- | ------------------------------ |
| Южна Финландия    | Хяменлина   | Губернии в Република Финландия |
| Западна Финландия | Турку       | Губернии в Република Финландия |
| Източна Финландия | Микели      | Губернии в Република Финландия |
| Оулу              | Оулу        | Губернии в Република Финландия |
| Лапландия         | Рованиеми   | Губернии в Република Финландия |
| Оланд             | Мариехамн   | Губернии в Република Финландия |

### Въоръжени сили
Основаните през 1918 г. Финландски отбранителни сили (puolustusvoimat, ФОС) са наборна сила, наброяваща 34 700 души редовен персонал, допълнен от 357 000 души резервисти. Наборната служба при мъжете трае 6, 9 или 12 месеца. ФОС имат четири клона – Сухопътни войски, Военновъздушни сили, Военноморски флот и Гранични войски. До 2023 година Финландия не е член на НАТО и поради тази причина използва и произвежда много по-разнообразна военна техника от страните-членки на тази организация. Почти 80% от населението е подготвено за териториална отбрана на страната.
Военният бюджет на Финландия възлиза на 2,8 милиарда евро.
На 4 април 2023 г. Финландия се присъединява към НАТО, ставайки 31-ят член на организацията.

## Природа
По своите природни особености Финландия значително се различава от останалите Скандинавски страни. Това е най-северната страна на европейския континент, тъй като на практика цялата ѝ територия се намира на север от 60-градусовия паралел, а 1/3 от нея е на север от полярния кръг. Бреговата линия има дължина от 1126 km, без тази на островите. Финландия граничи със следните страни:
- Русия на изток – 1313 km държавна граница;
- Швеция на северозапад – 586 km държавна граница;
- Норвегия на север – 729 km държавна граница.

Границите на Швеция, Норвегия и Финландия се срещат в една точка – Трериксрьосет, която е най-северната точка на Швеция и най-западната такава на континентална Финландия.

### Релеф, геология и полезни изкопаеми
Финландия се характеризира с почти пълното отсъствие на високи планини. За сметка на това от геологическа гледна точка земната площ се надига сравнително бързо след края на ледниковия период – с около 25 cm на век в южните части на страната, а в северните – с до 1 m на век. Вследствие на този процес територията на Финландия нараства с около 7 km² на година.
В северната част са разположени фели или тунтури – вид ниски планини, характерни за Скандинавия и британските острови. Най-високият фел е Саана, чийто връх Халти (1324 m) е най-високата точка в страната.
Като цяло Финландия е бедна на полезни изкопаеми. Налице са незначителни запаси от желязна руда, мед, олово и цинк, които са от слабо значение за промишлеността. По-голямата част от суровините за производство се внасят от съседните на Финландия държави.

### Води
Тъй като няма точна характеристика, определяща даден воден басейн като езеро, броят на езерата във Финландия остава неопределен. В страната има над 55 000 водни басейни с дължина над 200 m. Най-голямото от тях е Саимаа, което е петото най-голямо в Европа с площта си от 4400 km². Всички езера на Финландия са образувани вследствие на топенето на ледовете след края на Ледниковия период преди около 10 000 години, като по-голямата част от тях се намират в южните региони. Обширните равнинни местности, осеяни с езера, се простират и в Русия, и така между двете страни няма точно определена географска граница.
Кемийоки е реката с най-голяма дължина (550 km) и най-голям водосборен басейн във Финландия. Друга голяма река е Оулуйоки, с дължина от 107 km.

### Флора и фауна
Около 3/4 от страната са гори. В южната и средната част на Финландия има предимно борове, смърчове и крушови дръвчета. На юг има също така дъбове, явори и други растения. Растителността на север в Лапландия е видимо по-оскъдна. Една трета от площта е заета от богати на дребни организми тресавища. В най-северните тундрови райони растат различни видове лишеи.
Характерно за Финландия животно е северният елен, който лапландците използват в бита си. Полярните мечки също обитават северните части на страната, макар и да се срещат много рядко. Съществуват значителни популации от видри, бобри и хермелини.

## Стопанство
Финландия има силна пазарна икономика от промишлено-аграрен тип. Въпреки малкото си население от около 6 милиона души, страната има БВП на глава от населението 34 900 щ.д. (2009), по-висок от средния за Европейския съюз. Стопанската дейност е доминирана от сектора на услугите (65,7%), следван от промишлеността (31,4%) и селското стопанство (2,9%). Финландия е значим производител на електроника, машини, автомобили, дървен материал и химикали в световен мащаб въпреки отсъствието на големи запаси от полезни изкопаеми. Финландия е на второ място в ЕС по вложения във високи технологии и услуги, а външната търговия генерира 1/3 от общия ѝ БВП.

### Промишленост и енергетика
През 1990-те години промишлената дейност, дотогава почти изцяло доминирана от дърводобива и преработването, се пренасочва към производството на електроника и високи технологии, предназначени главно за износ. Тази промяна е наложена от глобализацията и интегрирането на финландската икономика в тази на Европейския съюз. Над 70% от територията на страната са покрити от гъсти гори, което прави страната най-залесената в ЕС, а дърводобивът генерира 4% от националния БВП и инвестициите в областта се оценяват на 2,8 млрд. евро за 2005 г. Далеч по-обхватните машиностроителна и електронна промишленост произвеждат стоки предимно за износ. Nokia е световен лидер в производството на комуникационни технологии, а компании като Instru и Vaisala произвеждат и изнасят измервателна техника, медицинско и лабораторно оборудване. Финландия е и значителен производител на стомана, суровините за която се внасят от други държави (най-вече Швеция и Русия).
Финландия произвежда голяма част от необходимата електроенергия (26%) чрез ядрени електроцентрали и ТЕЦ (37%).

### Селско стопанство
Студеният климат възпрепятства мащабното поливно земеделие. Основните земеделски култури, които се произвеждат, са ечемик и пшеница (използвани като суровина за алкохолни напитки), както и картофите. Животновъдството е почти изцяло съсредоточено върху отглеждането на крави. Риболовът е добре застъпен.
Има една много специална функция на самораслите земеделски култури в свободните територии – всеки може да изяде храната, която намери там, докато се разхожда. Плодове, гъби, билки – всичко е за всеки. Това е свързано с правото на човека във Финландия да използва природата, независимо от това кой притежава територията.

## Население
Финландия има население от 5 608 218 души (29 февруари 2024), което я прави най-рядко населената страна в Европа след Норвегия и Исландия. Населението е разпределено изключително неравномерно по територията на страната. Докато в северната част на Финландия – в Лапландия, гъстотата на населението е средно 1,9 д/km², то в южна Финландия гъстотата възлиза на 62,6 д/km². Средно тя е около 17 д/km² за цялата страна.
В годините след Втората световна война близо половин милион финландци напускат страната и се преселват в чужбина, най-вече в Швеция. Усилената индустриализация на Финландия води до загубата на работа за много селскостопански работници. Тази тенденция достига своя връх през 1970 г. Официално Финландия е двуезична страна. Около 5,5% от финландските граждани посочват за свой майчин език шведския език, а 91,7% – финския език. Шведското малцинство е концентрирано преди всичко в крайбрежните южни и източни райони на страната.
| Произход                          | Брой  |
| --------------------------------- | ----- |
| Финландци                         | 93,4% |
| Шведи / Шведскоговорещи финландци | 5,6%  |
| Руснаци                           | 0,5%  |
| Естонци                           | 0,3%  |
| Цигани                            | 0,1%  |
| Саами                             | 0,1%  |

На специална държавна протекция се ползва малцинството на саамите живеещи в северните райони на Лапландия. Понастоящем едва около 1750 финландци посочват за свой роден език някой от саамските езици. Поради силната емиграция на етнически фини от северна Русия и Карелия през 1990-те г. около 40 000 души във Финландия посочват руския език за майчин.
Като цяло населението на Финландия е застаряващо – средната възраст е 42,1 години, но за сметка на това страната има положителен естествен прираст.
Основната религия е християнството, съгласно конституцията на Финландия Евангелическо-лутеранската църква на Финландия и Православната църква на Финландия имат статус на държавни изповедания, лутеранство се изповядва от около 78%, а православие около 1,1% от населението, голяма част – около 19% от финландците не са религиозни. Финландската православна църква е автономна, под върховенството на московската патриаршия до 1923 г., а след това на Вселенската патриаршия в Константинопол.

## Образование и здравеопазване

### Здравеопазване
Финландия има добре развита и силно децентрализирана публична здравна система. Около 19% от финансирането на системата идва директно от гражданите, а близо 77% – от данъци. На 1 лекар се падат 307 жители, а в страната действат около 800 лицензирани аптеки. Според шведско изследване, проведено в 16 държави, финландската здравна система е постигнала най-добри резултати с най-малко ресурси, което я прави една от най-ефективните. Продължителността на живота е 82 години при жените и 75 години при мъжете. Финландия се отличава с много нисък брой пушачи на глава от населението – едва 22,5% от финландците пушат, но за сметка на това алкохолизмът е широко разпространен и алкохолното отравяне довежда до повече смъртни случаи от сърдечно-съдовите заболявания.

### Образование
Финландската образователна система е от скандинавски тип – с егалитарна структура и силно държавно субсидиране. През 2008 г. ООН я определя като най-добрата образователна система в света, наравно с тези на Дания, Австралия и Нова Зеландия. Средната грамотност е почти 100%, а 99,7% от населението завършва успешно основно образование. През 2003 г. Финландия е отделила за образователната си система 5,9 милиарда евро.
В началното училище децата не се оценяват с оценки. Финландските учители и родители не очакват децата или учениците им да ходят на училище, за да се състезават за най-добри оценки. Освен това те твърдят, че всяко дете учи с много различна скорост в ранните си години и че даването на оценка би означавало да се прикрият тези естествени различия. Ето защо те не получават оценки преди пети клас. Образователният подход на Финландия се различава от традиционното образование по няколко начина. Те не стават рано, графикът им започва в 9 сутринта, няма училищни униформи и учениците се обръщат към учителите с малките им имена. Цялата атмосфера е по-спокойна и домашна, далеч от тържествеността и задъхаността, характерни за традиционните училища.

## Общество, култура, спорт
Финландците са угро-фински народ, което ги отличава по език и етнически произход от останалите скандинавски народи. Независимо от това те споделят много културни традиции с шведите и норвежците, а до известна степен – и с руснаците. Векове наред Финландия е била под руско и шведско управление, което значително е повлияло на ценностите и обичаите на финландците. Във финландското общество преобладава егалитарният и либерален манталитет, както и силната връзка с околната среда – наследени от още от времената на племенните социални структури. Основен приоритет е поддържането на държава на благоденствието, чиято цел е да намалява разликата между най-бедни и най-богати, както и разделението между отделните социално-икономически групи.

### Изкуства
Финландия има силни традиции в музикалното и филмовото изкуство. Класическата музикална школа на Финландия се формира през 19 век с първата опера – Ловът на крал Карл – композирана от Фредрик Пасиус през 1852 г. Разпространението на национализма оформя специфичен национален романтизъм, най-виден представител на който е Ян Сибелиус. Неговата най-известна творба е симфоничната поема Финландия (1899). В наши дни страната е известна със стотиците метъл и рок-групи като Аморфис, Апокалиптика, Bomfunk MC's, The Rasmus, Children of Bodom, Nightwish, Соната Арктика, HIM, Стратовариус, Norther, Lordi и други.
Архитектите Алвар Аалто и Елиел Сааринен оказват голямо влияние върху архитектурните течения в страните от Северна Европа и допринасят за т.нар. нордически класицизъм в архитектурата.
Финландската филмова индустрия е малка, но за сметка на това се разраства бързо и има дълги традиции. Най-известният режисьор от страната е Аки Каурисмеки, който печели международно признание с филмите си Leningrad Cowboys Go America (1989) и Мъжът без минало (2002), последният от които печели голямата награда на фестивала в Кан.
Франс Емил Силанпя е единственият носител на Нобелова награда за литература от Финландия (1939).

### Медии
През 2015 г. Финландия е на първо място по свобода на пресата по данни на Репортери без граници (няма промяна спрямо предходната година). Най-четеният вестник е Helsingin Sanomat, издаван от медийната група Sanoma, с дневен тираж от 412 000 броя. Други издания с голям тираж са вестник Aamulehti и таблоидите Ilta Sanomat и Iltalehti. В страната циркулират над 200 вестникарски издания, 320 списания на общи теми и 2100 професионални списания. Отделно всяка година се издават 12 000 книги.
Електронните медии също са силно застъпени – близо 80% от населението има достъп до интернет; общо 67 радиостанции предават на територията на цялата страна, както и 8 национални телевизионни канала. Националната медийна компания на Финландия е изцяло държавна.
Броят на мобилните телефонни апарати, както в повечето европейски страни, е по-голям от населението на страната – 5,78 милиона броя.

### Спорт
Финландия е утвърдена сила в моторните спортове – Формула 1, мотокрос и рали, както и в много зимни спортове, например хокей на лед, ски скокове и ски бягане.
Моторните спортове са популярни в страната от 1950-те години, и оттогава насам нейни състезатели присъстват редовно в челните места на Световния рали шампионат. Мотоциклетните спортове губят популярност след смъртта на Ярно Сааринен. Формула 1 е популяризирана във Финландия от Кеке Розберг през 1980-те години, а традицията на този спорт е продължена от Мика Хакинен и Мика Сало през 90-те, и Хейки Ковалайнен и Кими Райконен след 2000 г.
Мъжкият национален отбор по хокей на лед е бил световен шампион през 1995, и печели сребърен медал на олимпиадата през 2006 г. Световната федерация по хокей на лед го определя като третият най-силен отбор в света.

### Кухня
Традиционното ястие във Финландия е „калакуко“ – ръжен хляб с рибен пастет.
Във Финландия се консумира най-голямо количество мляко на глава от населението в света. Финландците го пият не само на закуска, но и на обяд и вечеря, дори го смесват по най-невероятни начини. Този афинитет към млякото се разпростира и върху млечните продукти като цяло, които са част от културата на страната от древни времена. Киселото мляко, домашното сирене и кашкавалът са традиционни ежедневни храни във всеки финландски дом.

### Начин на живот
Финландия се отличава със специфични традиции и порядки в начина на живот:
Финландска сауна
Финландия е известна с традиционната сауна. Сауната е ритуал, който е на хиляди години и е дълбоко вкоренен във финландската култура. В домове, офиси и дипломатически сгради, финландците гледат на сауните като на изключително полезен навик и ги строят на най-невероятните места. В цялата страна има повече от 3 милиона сауни, като се има предвид, че населението на Финландия е едва около 5,5 милиона, това е значителен брой. Днес се смята, че около 90 процента от финландците ходят на сауна поне веднъж седмично. Несъмнено това е навик, превърнал се в част от ежедневието. Двойките отиват преди сватбата си, за да пречистят душите си, а жените отиват там, за да раждат.
Подарък за новородени
Във Финландия бъдещите майки получават подарък от държавата. Благодарение на Системата за социално осигуряване всяка бременна жена преди раждането може да заяви желание да получи подарък. Това е комплект, съдържащ 64 артикула с всичко необходимо за майката и новороденото бебе, като бебешки дрехи, спално бельо, пелени, марли, ръководство за родители, продукти за грижа за детето. За да получат този комплект, който се предлага в страната повече от 50 години, родителите трябва да се запишат за преглед преди петия месец от бременността. Те могат да изберат да получат стойността на продуктите в пари, но повечето бъдещи родители избират кутията.
Изобретения
Много от продуктите и услугите, които се използват днес и улесняват живота, са изобретени от финландци. Сред тях са неща, които са широко разпространени и изключително необходими за съвременното общество, като SMS, първият интернет браузър, телефонът Nokia, сушилникът за съдове и известната ножица „Фискарс“.
Любопитни факти
- Финландците избягват да застават близко един до друг. Дори да вали дъжд или сняг, хората не се струпват под покрива на спирките за обществен транспорт. Дори след като се качат в автобуса, те предпочитат да седнат сами или да изчакат друг автобус, вместо да споделят място с някого друг. На опашки застават в колона, в която всеки човек е на разстояние от другия.
- По принцип финландците не се поздравяват с целувка, когато се срещат с някого. Ако срещата е официална, и мъжете, и жените се ръкуват, а ако е неофициална, е достатъчно кимане с глава.
- Финландия е едно от най-добрите места в света за наблюдение на северното сияние. То е луминесцентно явление, което може да се види през тъмна и ясна нощ, обикновено в полярните зони. Във Финландия северното сияние се вижда приблизително 200 нощи в годината или всяка втора нощ, ако е в Лапландия.
- За разлика от останалите европейци, финландците не са любители на парфюмите. Предпочитат естествени аромати или продукти без аромат.

Хората във Финландия са много наясно с важността на рециклирането като средство за грижа за околната среда. В повечето домакинства, а дори и в хотелите, отпадъците се сортират, преди да бъдат извозени в контейнерите. Хартия и картон, стъкло, метал, пластмаса, смесени отпадъци, опасни отпадъци, електрическо оборудване и батерии се сортират отделно. По този начин всичко може да се използва повторно за направата на нови продукти.
- Издигането на клада в деня на лятното слънцестоене е характерно за северните култури.

- Във Финландия има състезание по хвърляне на гумени ботуши.

## Други
- Комуникации във Финландия
- Транспорт във Финландия
- Въоръжени сили на Финландия
- Външна политика на Финландия